# Tjanewo (obwód Chaskowo)
Tjanewo (bułg. Тянево) – wieś w południowej Bułgarii, w obwodzie Chaskowo, w gminie Simeonowgrad.
We wsi znajdują się pozostałości drogi rzymskiej.